# Ferdinand Trudel
Pour les articles homonymes, voir Trudel.
Ferdinand Trudel, né le 4 mai 1852 à Sainte-Geneviève-de-Batiscan et mort le 22 décembre 1924 à Saint-Stanislas, est un médecin et un homme politique québécois.

## Biographie

### Expérience politique
Trudel a été maire de la paroisse de Saint-Stanislas de 1886 à 1888 avant d'être élu député du Parti national en 1886. Il est défait en 1890 sous la bannière libérale. Tenta de se faire élire sous la bannière libérale aux élections fédérales en 1891.